# Championnat du monde de Superbike 1988
Navigation
Championnat 1989
Le Championnat du monde de Superbike 1988 est la 1re édition du Championnat du monde de Superbike organisé par la Fédération internationale de motocyclisme (FIM).
La saison a débuté le 3 avril et s'est terminée le 3 octobre après 9 manches.
L'Américain Fred Merkel a remporté le titre pilote et Honda le titre constructeur.

## Calendrier et vainqueurs
| Nb | Date         | Pays                 | Circuit         | Course 1          | Course 2          | Rapport |
| -- | ------------ | -------------------- | --------------- | ----------------- | ----------------- | ------- |
| 1  | 3 avril      | Royaume-Uni          | Donington       | Davide Tardozzi   | Marco Lucchinelli | Rapport |
| 2  | 30 avril     | Hongrie              | Hungaroring     | Fred Merkel       | Adrien Morillas   | Rapport |
| 3  | 8 mai        | Allemagne de l'Ouest | Hockenheim      | Davide Tardozzi   | Davide Tardozzi   | Rapport |
| 4  | 3 juillet    | Autriche             | Österreichring  | Marco Lucchinelli | Davide Tardozzi   | Rapport |
| 5  | 28 août      | Japon                | Sugo            | Gary Goodfellow   | Mick Doohan       | Rapport |
| 6  | 4 septembre  | France               | Circuit Bugatti | Fabrizio Pirovano |                   | Rapport |
| 7  | 11 septembre | Portugal             | Estoril         | Davide Tardozzi   | Stéphane Mertens  | Rapport |
| 8  | 25 septembre | Australie            | Oran Park       | Mick Doohan       | Mick Doohan       | Rapport |
| 9  | 2 octobre    | Nouvelle-Zélande     | Manfeild        | Fred Merkel       | Stéphane Mertens  | Rapport |

## Système de points
| Position | 1  | 2   | 3   | 4   | 5   | 6 | 7   | 8 | 9   | 10 | 11  | 12 | 13  | 14 | 15  |
| Points   | 10 | 8,5 | 7,5 | 6,5 | 5,5 | 5 | 4,5 | 4 | 3,5 | 3  | 2,5 | 2  | 1,5 | 1  | 0,5 |

## Classements

### Pilotes
| Pos | Pilote              | Constructeur | Points | Victoires |
| --- | ------------------- | ------------ | ------ | --------- |
| 1   | Fred Merkel         | Honda        | 99     | 2         |
| 2   | Fabrizio Pirovano   | Yamaha       | 93.5   | 1         |
| 3   | Davide Tardozzi     | Bimota       | 91.5   | 5         |
| 4   | Stéphane Mertens    | Bimota       | 90.5   | 2         |
| 5   | Marco Lucchinelli   | Ducati       | 63     | 2         |
| 6   | Alex Vieira         | Honda        | 42     | 0         |
| 7   | Rob Phillis         | Kawasaki     | 42     | 0         |
| 8   | Gary Goodfellow     | Suzuki       | 39.5   | 1         |
| 9   | Malcolm Campbell    | Honda        | 33.5   | 0         |
| 10  | Terry Rymer         | Honda        | 32.5   | 0         |
| 11  | Roger Burnett       | Honda        | 31.5   | 0         |
| 12  | Mick Doohan         | Yamaha       | 30     | 3         |
| 13  | Joey Dunlop         | Honda        | 30     | 0         |
| 14  | Eric Delcamp        | Kawasaki     | 29.5   | 0         |
| 15  | Christophe Bouheben | Honda        | 28     | 0         |
| 16  | Adrien Morillas     | Kawasaki     | 26.5   | 1         |
| 17  | Edwin Weibel        | Honda        | 23.5   | 0         |
| 18  | Jari Suhonen        | Yamaha       | 21     | 0         |
| 19  | Andy McGladdery     | Suzuki       | 18.5   | 0         |
| 20  | Anders Andersson    | Suzuki       | 18.5   | 0         |
| 21  | Robert Scolyer      | Honda        | 17.5   | 0         |
| 22  | Michael Dowson      | Yamaha       | 17     | 0         |
| 23  | Paul Iddon          | Yamaha       | 17     | 0         |
| 24  | Virginio Ferrari    | Honda        | 16     | 0         |
| 25  | Kenny Irons         | Honda        | 15.5   | 0         |
| 26  | Ernst Gschwender    | Suzuki       | 14.5   | 0         |
| 27  | Roger Marshall      | Suzuki       | 13     | 0         |
| 28  | Marino Fabbri       | Bimota       | 13     | 0         |
| 29  | Robert Dunlop       | Honda        | 12.5   | 0         |
| 30  | Tommy Douglas       | Yamaha       | 11     | 0         |
| 31  | Yukia Oshima        | Suzuki       | 9      | 0         |
| 32  | Renè Rasmussen      | Suzuki       | 9      | 0         |
| 33  | Kenihiro Iwahashi   | Honda        | 8.5    | 0         |
| 34  | Tadaaki Hanamura    | Honda        | 7.5    | 0         |
| 35  | Steve Williams      | Bimota       | 7      | 0         |
| 36  | Peter Rubatto       | Bimota       | 7      | 0         |
| 37  | Glenn Williams      | Ducati       | 7      | 0         |
| 38  | Andreas Hoffman     | Honda        | 7      | 0         |
| 39  | Mark Farmer         | Suzuki       | 6      | 0         |
| 40  | Mauro Ricci         | Ducati       | 6      | 0         |

### Constructeurs
| Pos | Constructeur | Pts   |
| --- | ------------ | ----- |
| 1   | Honda        | 142   |
| 2   | Bimota       | 132.5 |
| 3   | Yamaha       | 114.5 |
| 4   | Kawasaki     | 91.5  |
| 5   | Ducati       | 70    |
| 6   | Suzuki       | 61    |